# 布盧姆鎮區 (明尼蘇達州諾布爾斯縣)
布盧姆鎮區（英語：Bloom Township）是一個位於美國明尼蘇達州諾布爾斯縣的行政鎮區。

## 歷史
布盧姆鎮區於1879年3月18日設立，得名自首位定居者彼得·布魯姆（Peter Bloom）。

## 人口
根據2020年美國人口普查的數據，布盧姆鎮區的面積為92.96平方千米，當中陸地面積為92.75平方千米，而水域面積為0.21平方千米。當地共有人口140人，而人口密度為每平方千米2人。